# Lista de episódios de Futurama
Futurama é uma sitcom animada americana de ficção científica criada por Matt Groening e desenvolvida por ele e David X. Cohen para a Fox Broadcasting Company. A série foi exibida nos Estados Unidos de 28 de março de 1999 a 10 de agosto de 2003 pela Fox, até que sua produção foi interrompida. As reprises de Futurama começaram a ser exibidas a partir de janeiro de 2003 pelo Adult Swim e pelo Cartoon Network, até o vencimento do contrato de transmissão em dezembro de 2007. Foi revivida no mesmo ano como uma série de quatro filmes lançados diretamente em DVD, o último deles saindo em princípios de 2009. Na mesma época o canal Comedy Central entrou em acordo com a 20th Century Fox Television para distribuir os episódios restantes e exibir os filmes no formato de dezesseis novos episódios de meia hora.
Futurama tem um total de 160 episódios distribuídos por oito temporadas de produção. O decurso original de setenta e dois episódios, representando quatro das temporadas, foi dividido e exibido durante cinco temporadas entre 1999 e 2003. Após o cancelamento da série, os dezesseis novos episódios da quinta temporada de produção foram lançados entre 2007 e 2009 no formato de quatro DVDs de 90 minutos de duração cada, que foram posteriormente exibidos em capítulos de meia hora pelo canal Comedy Central. A transmissão da série voltou ao normal em 24 de junho de 2010, com uma sexta temporada que abrange vinte e seis episódios.
Futurama foi produzido originalmente como quatro temporadas que, ao serem exibidas fora de ordem pela Fox, resultaram em cinco. Esta lista apresenta os episódios organizados de acordo com a ordem de produção, ordem esta seguida quando do lançamento da série completa em DVD.

## Perspectiva geral
| Temporada | Temporada | Episódios | Episódios             | Data de exibição        | Data de exibição        | Data de exibição | Lançamento em home video | Lançamento em home video                           | Lançamento em home video                 | Produto                      |
| Temporada | Temporada | Episódios | Episódios             | Estreia                 | Encerramento            | Emissora         | Região 1                 | Região 2                                           | Região 4                                 | Produto                      |
| --------- | --------- | --------- | --------------------- | ----------------------- | ----------------------- | ---------------- | ------------------------ | -------------------------------------------------- | ---------------------------------------- | ---------------------------- |
|           | 1         | 13        | 13                    | 28 de março de 1999     | 14 de novembro de 1999  | Fox              | 25 de março de 2003      | 28 de janeiro de 2002                              | 27 de novembro de 2002                   | Futurama, Volume 1           |
|           | 2         | 19        | 19                    | 21 de novembro de 1999  | 3 de dezembro de 2000   | Fox              | 12 de agosto de 2003     | 11 de novembro de 2002                             | 13 de maio de 2003                       | Futurama, Volume 2           |
|           | 3         | 22        | 22                    | 21 de janeiro de 2001   | 8 de dezembro de 2002   | Fox              | 9 de março de 2004       | 2 de junho de 2003                                 | 24 de setembro de 2003                   | Futurama, Volume 3           |
|           | 4         | 18        | 18                    | 10 de fevereiro de 2002 | 10 de agosto de 2003    | Fox              | 25 de outubro de 2005    | 24 de novembro de 2003                             | 24 de novembro de 2003                   | Futurama, Volume 4           |
|           | 5         | 16        | 4                     | 23 de março de 2008     | 23 de março de 2008     | Comedy Central   | 27 de novembro de 2007   | 31 de março de 2008                                | 5 de março de 2008                       | Futurama: Bender's Big Score |
| 4         | 5         | 16        | 19 de outubro de 2008 | 19 de outubro de 2008   | 24 de junho de 2008     | Comedy Central   | 30 de junho de 2008      | 30 de junho de 2008                                | Futurama: The Beast with a Billion Backs |                              |
| 4         | 5         | 16        | 26 de abril de 2009   | 26 de abril de 2009     | 4 de novembro de 2008   | Comedy Central   | 3 de novembro de 2008    | 10 de dezembro de 2008                             | Futurama: Bender's Game                  |                              |
| 4         | 5         | 16        | 30 de agosto de 2009  | 30 de agosto de 2009    | 24 de fevereiro de 2009 | Comedy Central   | 23 de fevereiro de 2009  | 4 de março de 2009                                 | Futurama: Into the Wild Green Yonder     |                              |
|           | 6         | A         | 13                    | 24 de junho de 2010     | 21 de novembro de 2010  | Comedy Central   | 21 de dezembro de 2010   | 26 de dezembro de 2011                             | 2 de novembro de 2011                    | Futurama, Volume 5           |
|           | 6         | B         | 13                    | 23 de junho de 2011     | 8 de setembro de 2011   | Comedy Central   | 20 de dezembro de 2011   | 24 de junho de 2013                                | 21 de dezembro de 2011                   | Futurama, Volume 6           |
|           | 7         | A         | 13                    | 20 de junho de 2012     | 29 de agosto de 2012    | Comedy Central   | 11 de dezembro de 2012   | 21 de julho de 2014                                | 12 de dezembro de 2012                   | Futurama, Volume 7           |
|           | 7         | B         | 13                    | 19 de junho de 2013     | 4 de setembro de 2013   | Comedy Central   | 10 de dezembro de 2013   | 11 de dezembro de 2013 2 de fevereiro de 2015 (UK) | 11 de dezembro de 2013                   | Futurama, Volume 8           |
|           | 8         | 10        | 10                    | 24 de julho de 2023     | 25 de setembro de 2023  | Hulu             | —                        | —                                                  | —                                        | —                            |
|           | 9         | 10        | 10                    | 29 de julho de 2024     | 30 de setembro de 2024  | Hulu             | —                        | —                                                  | —                                        | —                            |

## Lista de episódios

### 1.ª temporada (1999)
A primeira temporada de Futurama foi exibida originalmente entre 28 de março e 14 de novembro de 1999. Seus 13 episódios foram lançados em 25 de março de 2003 na caixa de DVDs Volume One.
| № | #  | Título | Dirigido por                  | Escrito por                    | Data de exibição original | Código de produção | Ordem de exibição na TV |
| --- | -- | --- | ----------------------------- | ------------------------------ | ------------------------- | ------------------ | ----------------------- |
| 1 | 1  | "Space Pilot 3000" "Fry no Ano 3000 (BR)" "Piloto Espacial 3000 (PT)"                                     | Rich Moore & Gregg Vanzo      | David X. Cohen & Matt Groening | 28 de março de 1999       | 1ACV01             | S01E01                  |
| Um entregador de pizza chamado Philip J. Fry é criogenicamente congelado sem prévio aviso em 31 de dezembro de 1999 e acorda mil anos no futuro, onde conhece uma conselheira criogênica ciclope chamada Leela, um robô entortador chamado Bender e o seu sobrinho de várias gerações, o Professor Farnsworth. |    | |                               |                                |                           |                    |                         |
| 2 | 2  | "The Series Has Landed" "Uma Viagem à Lua (BR)" "A Série Aterrou (PT)"                                    | Peter Avanzino                | Ken Keeler                     | 4 de abril de 1999        | 1ACV02             | S01E02                  |
| Depois de ter entregue uma encomenda em um parque temático na Lua, Fry mostra a Leela a beleza do corpo celeste enquanto Bender e Amy tentam recuperar a chave da nave. |    | |                               |                                |                           |                    |                         |
| 3 | 3  | "I, Roommate" "Um Amigo Robô (BR)" "Eu, Colega de Apartamento (PT)"                                       | Bret Haaland                  | Eric Horsted                   | 6 de abril de 1999        | 1ACV03             | S01E03                  |
| Fry não pode mais morar no prédio da Planet Express e sai a procura de um apartamento. Mas quando a antena de Bender começa a causar interferência na televisão de todo o condomínio, o garoto tem que escolher entre seu melhor amigo e a sua nova casa.                                                      |    | |                               |                                |                           |                    |                         |
| 4 | 4  | "Love's Labours Lost in Space" "À Procura de um Amor (BR)" "Os Trabalhos do Amor Perdidos no Espaço (PT)" | Brian Sheesley                | Brian Kelley                   | 13 de abril de 1999       | 1ACV04             | S01E04                  |
| Leela conhece o capitão Zapp Brannigan em uma missão para resgatar os animais do planeta Vergon 6, esburacado à beira da explosão. Acusados de interferir, ele manda prender Bender e Fry e faz dela a sua primeira conquista entre quatro paredes.                                                            |    | |                               |                                |                           |                    |                         |
| 5 | 5  | "Fear of a Bot Planet" "Humanos Aqui Não Entram (BR)" "Medo de Um Planeta Robô (PT)"                      | Peter Avanzino & Carlos Baeza | Heather Lombard & Evan Gore    | 20 de abril de 1999       | 1ACV05             | S01E05                  |
| Bender faz uma entrega em um planeta habitado exclusivamente por robôs odiadores de humanos e se torna um ídolo deles. |    | |                               |                                |                           |                    |                         |
| 6 | 6  | "A Fishful of Dollars" "A Minha Fortuna São os Meus Amigos (BR)" "Um Punhado de Dólares (PT)"             | Ron Hughart & Gregg Vanzo     | Patric M. Verrone              | 27 de abril de 1999       | 1ACV06             | S01E06                  |
| Quando Fry descobre que ele é um bilionário graças a um depósito de 93 centavos na sua conta de banco em 1950, ele usa todo o seu dinheiro para comprar as relíquias da sua época — incluindo uma lata de anchovas cuja dona de uma companhia de óleo para robôs quer pôr as mãos.                             |    | |                               |                                |                           |                    |                         |
| 7 | 7  | "My Three Suns" "Imperador por um Dia (BR)" "Os Meus Três Sóis (PT)"                                      | Jeffrey Lynch & Kevin O'Brien | J. Stewart Burns               | 4 de maio de 1999         | 1ACV07             | S01E07                  |
| Fry se torna o imperador de um planeta de seres à base de água depois de ter bebido sem querer o seu líder oficial. Mais tarde Leela descobre porque os imperadores de lá não mandam por muito tempo. |    | |                               |                                |                           |                    |                         |
| 8 | 8  | "A Big Piece of Garbage" "O Mau do Século XX (BR)" "Um Grande Pedaço de Lixo (PT)"                        | Susie Dietter                 | Lewis Morton                   | 11 de maio de 1999        | 1ACV08             | S01E08                  |
| Uma bola de lixo gigantesca do século XXI ameaça cair de volta na Terra, atiçando o Professor Farnsworth contra o seu maior rival, Ogden Wernstrom, em uma tentativa de solucionar o problema. |    | |                               |                                |                           |                    |                         |
| 9 | 9  | "Hell Is Other Robots" "O Inferno dos Robôs (BR)" "O Inferno São Outros Robôs (PT)"                       | Rich Moore                    | Eric Kaplan                    | 18 de maio de 1999        | 1ACV09             | S01E09                  |
| Na sarjeta por causa do o seu vício em eletricidade, Bender se converte à Robotologia. Por voltar logo a ser o que era, ele é enviado às profundezas do Inferno Robótico para sofrer uma eternidade de tortura nas garras do Demônio Robô.                                                                     |    | |                               |                                |                           |                    |                         |
| 10 | 10 | "A Flight to Remember" "O Titanic do Espaço (BR)" "Um Voo Para Recordar (PT)"                             | Peter Avanzino                | Eric Horsted                   | 26 de setembro de 1999    | 1ACV10             | S02E01                  |
| Romance e perigo acompanham a tripulação da Planet Express a bordo da nave espacial Titanic. E enquanto Bender perde os parafusos pela rica Condessa De La Roca, Fry precisa fingir ser ao mesmo tempo o namorado de Leela e Amy.                                                                              |    | |                               |                                |                           |                    |                         |
| 11 | 11 | "Mars University" "O Macaco Gênio (BR)" "Universidade de Marte (PT)"                                      | Bret Haaland                  | J. Stewart Burns               | 3 de outubro de 1999      | 1ACV11             | S02E02                  |
| Fry vai finalmente para a faculdade para que possa desistir dela com sucesso — porém ele não esperava a concorrência com o macaco de estimação inteligente do Professor. Nas redondezas, Bender ensina a sua antiga fraternidade de robôs como ser legal.                                                      |    | |                               |                                |                           |                    |                         |
| 12 | 12 | "When Aliens Attack" "A Magia da Televisão (BR)" "Quando os Extraterrestres Atacam (PT)"                  | Brian Sheesley                | Ken Keeler                     | 7 de novembro de 1999     | 1ACV12             | S02E03                  |
| Os omicronianos invadem a Terra ameaçando elevar a temperatura do planeta a um milhão de graus se ela não transmitir o último episódio perdido do seriado A Advogada Solteira. Agora cabe à tripulação do Professor Farnsworth reencená-lo para salvar a civilização terrícola.                                |    | |                               |                                |                           |                    |                         |
| 13 | 13 | "Fry and the Slurm Factory" "O Refrigerante Secreto (BR)" "Fry e a Fábrica de Slurm (PT)"                 | Ron Hughart                   | Lewis Morton                   | 14 de novembro de 1999    | 1ACV13             | S02E04                  |
| Em uma turnê pela fábrica de Slurm que Fry ganhou em um concurso, ele e os seus amigos se desviam da rota do passeio e fazem uma terrível descoberta sobre a origem do ingrediente secreto que faz da bebida tão viciante.                                                                                     |    | |                               |                                |                           |                    |                         |

### 2.ª temporada (1999–2000)
A segunda temporada de Futurama foi exibida originalmente entre 21 de novembro de 1999 e 3 de dezembro de 2000. Seus 19 episódios foram lançados em 12 de agosto de 2003 na caixa de DVDs Volume Two.
| № | #  | Título | Dirigido por              | Escrito por                                                                                                 | Data de exibição original | Código de produção | Ordem de exibição na TV |
| --- | -- | --- | ------------------------- | --- | ------------------------- | ------------------ | ----------------------- |
| 14 | 1  | "I Second That Emotion" "Os Mutantes (BR)" "Eu Apoio Essa Emoção (PT)"                                          | Mark Ervin                | Patric M. Verrone                                                                                           | 21 de novembro de 1999    | 2ACV01             | S02E05                  |
| O Professor Farnsworth instala um chip de empatia em Bender depois dele ter jogado impiedosamente Nibbler descarga abaixo. Com as suas novas emoções, o robô arrependido se aventura nos esgotos infestados de mutantes para resgatar o amado bichinho de Leela.               |    | |                           | |                           |                    |                         |
| 15 | 2  | "Brannigan, Begin Again" "O Crime de Zapp Brannigan (BR)" "Brannigan, Começa Outra Vez (PT)"                    | Jeffrey Lynch             | Lewis Morton                                                                                                | 28 de novembro de 1999    | 2ACV02             | S02E06                  |
| Tendo destruído o novo quartel general da D.O.O.P., Zapp Brannigan e Kif se vêem julgados em corte marcial e sofrem baixa desonrosa. Eles arranjam emprego na Planet Express, onde Kif aprende o que é ser respeitado e Zapp arma um motim contra Leela.                       |    | |                           | |                           |                    |                         |
| 16 | 3  | "A Head in the Polls" "A Eleição (BR)" "Uma Cabeça Nas Eleições (PT)"                                           | Bret Haaland              | J. Stewart Burns                                                                                            | 12 de dezembro de 1999    | 2ACV03             | S02E07                  |
| Quando o preço do titânio vai às alturas, Bender empenha todo o seu corpo, rico no metal, e passa a viver a boa vida. Mas na hora em que a cabeça preservada de Richard Nixon resolve concorrer à presidência da Terra o usando como chamariz, ele decide recuperá-lo.         |    | |                           | |                           |                    |                         |
| 17 | 4  | "Xmas Story" "Natal Entre Amigos (BR)" "História de Natal (PT)"                                                 | Peter Avanzino            | David X. Cohen                                                                                              | 19 de dezembro de 1999    | 2ACV04             | S02E08                  |
| Querendo se desculpar por uma indelicadeza, Fry sai à procura do presente de Nétal perfeito para Leela. E tudo isso com Papai Noel à solta. |    | |                           | |                           |                    |                         |
| 18 | 5  | "Why Must I Be a Crustacean in Love?" "O Acasalamento (BR)" "Porque Tenho de Ser Um Crustáceo Apaixonado? (PT)" | Brian Sheesley            | Eric Kaplan                                                                                                 | 6 de fevereiro de 2000    | 2ACV05             | S02E09                  |
| Na época de reprodução decapodiana, Fry começa a dar aulas de conquista romântica ao Dr. Zoidberg. As coisas saem do controle à medida que o par desejado de Zoidberg cai de amores pelo garoto congelado, que é desafiado pelo doutor em uma batalha até a morte.             |    | |                           | |                           |                    |                         |
| 19 | 6  | "The Lesser of Two Evils" "De Volta ao Século XX (BR)" "O Menor de Dois Males (PT)"                             | Chris Sauve               | Eric Horsted                                                                                                | 20 de fevereiro de 2000   | 2ACV06             | S02E11                  |
| Fry começa a suspeitar que o novo amigo de Bender, uma unidade de entortar idêntica com um cavanhaque chamada Flexo, é mau. E o roubo de um raro átomo de jumbônio em um concurso de beleza e a fuga do robô em plena viagem até lá só piora a situação.                       |    | |                           | |                           |                    |                         |
| 20 | 7  | "Put Your Head on My Shoulder" "Quero Meu Corpo de Volta (BR)" "Encosta a Cabeça No Meu Ombro (PT)"             | Chris Louden              | Ken Keeler                                                                                                  | 13 de fevereiro de 2000   | 2ACV07             | S02E10                  |
| A breve relação de Fry com Amy está se prolongando além da conta até que um acidente de carro quase fatal acaba fazendo com que sua cabeça seja implantada no ombro dela. Enquanto isso, Bender fatura no Dia dos Namorados com uma agência de encontros.                      |    | |                           | |                           |                    |                         |
| 21 | 8  | "Raging Bender" "O Maior Não é o Melhor (BR)" "Bender Furioso (PT)"                                             | Ron Hughart               | Lewis Morton                                                                                                | 27 de fevereiro de 2000   | 2ACV08             | S02E12                  |
| Bender é a mais nova sensação da Liga dos Robôs Lutadores, mas toda a sua glória é ofuscada depois dele ser instruído para perder a próxima luta. Sua treinadora Leela, determinada a se vingar do mestre de artes marciais do orfanato, o treina para levá-lo rumo à vitória. |    | |                           | |                           |                    |                         |
| 22 | 9  | "A Bicyclops Built for Two" "De Onde Eu Vim? (BR)" "Uma Biciclope Feita Para Dois (PT)"                         | Susan Dietter             | Eric Kaplan                                                                                                 | 19 de março de 2000       | 2ACV09             | S02E13                  |
| Leela conhece Alkazar, o último sobrevivente da espécie dela vivo no Universo, e vai morar com ele no seu planeta natal, onde a trata que nem escrava. Percebendo isso, Fry desconfia que existe algo de muito errado por ali.                                                 |    | |                           | |                           |                    |                         |
| 23 | 10 | "A Clone of My Own" "Aposentadoria Forçada (BR)" "Um Clone Só Meu (PT)"                                         | Rich Moore                | Patric M. Verrone                                                                                           | 9 de abril de 2000        | 2ACV10             | S02E15                  |
| O Professor Farnsworth revela o seu clone, Cubert, para quem planeja deixar toda a sua fortuna e invenções no momento em que morrer. Não querendo fazer parte do estilo de vida do pai, o jovem o desaponta, fazendo com que ele se retire mais cedo para a Estrela da Morte.  |    | |                           | |                           |                    |                         |
| 24 | 11 | "How Hermes Requisitioned His Groove Back" "Bender em Apuros (BR)" "Como Hermes Voltou à Rotina (PT)"           | Mark Ervin                | Bill Odenkirk                                                                                               | 2 de abril de 2000        | 2ACV11             | S02E14                  |
| Hermes sai de férias e, em seu lugar, entra a burocrata nível 19 Morgan Proctor, que logo tem um romance tórrido com Fry. Diante da ameaça de Bender contar a todos sobre o caso dos dois, ela remove a memória do robô e a envia para a Central de Burocracia.                |    | |                           | |                           |                    |                         |
| 25 | 12 | "The Deep South" "Visita à Cidade Perdida (BR)" "O Sul Profundo (PT)"                                           | Bret Haaland              | J. Stewart Burns                                                                                            | 16 de abril de 2000       | 2ACV12             | S02E16                  |
| Uma tranquila pescaria acaba da pior maneira quando toda a tripulação da Planet Express é arrastada para o meio do Oceano Atlântico, lugar em que Fry se apaixona pela sereia Umbriel e a trupe descobre a cidade perdida de Atlanta, Geórgia.                                 |    | |                           | |                           |                    |                         |
| 26 | 13 | "Bender Gets Made" "Bender na Máfia (BR)" "Bender Torna-se Mafioso (PT)"                                        | Peter Avanzino            | Eric Horsted                                                                                                | 30 de abril de 2000       | 2ACV13             | S02E17                  |
| Bender arruma um novo trabalho na máfia dos robôs e sua lealdade é posta à prova em um roubo à nave da Planet Express. |    | |                           | |                           |                    |                         |
| 27 | 14 | "Mother's Day" "O Grande Amor de Hubert (BR)" "Dia da Mãe (PT)"                                                 | Brian Sheesley            | Lewis Morton                                                                                                | 14 de maio de 2000        | 2ACV14             | S02E19                  |
| A inescrupulosa dona da Momcorp, Mamãe, reprograma todos os robôs da Terra para se rebelarem contra a humanidade e reduzi-la a uma nova Idade da Pedra. A única esperança da raça humana agora é a paixão antiga dela pelo Professor Farnsworth.                               |    | |                           | |                           |                    |                         |
| 28 | 15 | "The Problem with Popplers" "Espécime em Extinção (BR)" "O Problema dos Popplers (PT)"                          | Chris Sauve & Gregg Vanzo | Patric M. Verrone & Darin Henry                                                                             | 7 de maio de 2000         | 2ACV15             | S02E18                  |
| Fry, Bender e Leela descobrem um petisco irresistível em um planeta distante e o trazem para ser vendido na cadeia de restaurantes do Fishy Joe. Sucesso imediato, ainda naquela semana descobrem se tratarem de bebês omicronianos, cujos pais exigem vingança.               |    | |                           | |                           |                    |                         |
| 29 | 16 | "Anthology of Interest I" "A Máquina das Probabilidades (BR)" "Antologia de Interesse I (PT)"                   | Chris Louden & Rich Moore | Eric Rogers (Terror at 500 Feet) Ken Keeler (Dial L for Leela) David X. Cohen (The Un-Freeze of a Lifetime) | 21 de maio de 2000        | 2ACV16             | S02E20                  |
| A Máquina "E Se?" do Professor simula como seriam as realidades de Bender com 150 metros de altura, de Leela mais impulsiva e de Fry se nunca tivesse vindo para o futuro. |    | |                           | |                           |                    |                         |
| 30 | 17 | "War Is the H-Word" "O Soldado Modelo (BR)" "Guerra é a Solução (PT)"                                           | Ron Hughart               | Eric Horsted                                                                                                | 26 de novembro de 2000    | 2ACV17             | S03E02                  |
| Se alistando para terem desconto militar em lojas, Fry e Bender são convocados para a guerra. Leela entra também no conflito, disfarçada sob o nome de Lee Lemon, para proteger os seus amigos.                                                                                |    | |                           | |                           |                    |                         |
| 31 | 18 | "The Honking" "Rôbocar Assassino (BR)" "A Buzinadela (PT)"                                                      | Susie Dietter             | Ken Keeler                                                                                                  | 5 de novembro de 2000     | 2ACV18             | S03E01                  |
| Herdando o castelo de seu tio Vladimir no Império Robô-Húngaro, Bender é infectado com a maldição do Carro Antigo. Cansado da matança promovida por ele mesmo, sai com Fry e Leela em busca do Carro Antigo original — o Projeto Satan.                                        |    | |                           | |                           |                    |                         |
| 32 | 19 | "The Cryonic Woman" "De Volta ao Passado (BR)" "A Mulher Criogénica (PT)"                                       | Mark Ervin                | J. Stewart Burns                                                                                            | 3 de dezembro de 2000     | 2ACV19             | S03E03                  |
| Fry, Leela e Bender são despedidos da Planet Express e, para sobreviver, necessitam voltar aos seus antigos cargos. Devido a um erro na hora de colocar o chip de carreira, Fry virou consultor criogênico e reencontrou sua namorada vai e volta de mil anos atrás, Michelle. |    | |                           | |                           |                    |                         |

### 3.ª temporada (2001–2002)
A terceira temporada de Futurama foi exibida originalmente entre 21 de janeiro de 2001 e 8 de dezembro de 2002. Seus 22 episódios foram lançados em 9 de março de 2004 na caixa de DVDs Volume Three.
A transmissão original da Fox não seguiu a ordem de produção dos episódios, que foi respeitada entretanto para o lançamento em DVD.
| № | #  | Título | Dirigido por         | Escrito por                                                                                                 | Data de exibição original | Código de produção | Ordem de exibição na TV |
| --- | -- | --- | -------------------- | --- | ------------------------- | ------------------ | ----------------------- |
| 33 | 1  | "Amazon Women in the Mood" "As Amazonas do Futuro (BR)" "Amazonas Com Vontade (PT)"                                  | Brian Sheesley       | Lewis Morton                                                                                                | 4 de fevereiro de 2001    | 3ACV01             | S03E05                  |
| Um encontro a quatro entre Kif e Amy e Zapp e Leela termina em desastre quando o bistrô espacial em que eles estavam colide com o planeta Amazônia e as suas habitantes avantajadas fazem os seus pares prisioneiros e os sentenciam à morte por snu-snu. |    | |                      | |                           |                    |                         |
| 34 | 2  | "Parasites Lost" "Os Parasitas Perdidos (BR)" "Parasitas Perdidos (PT)"                                              | Peter Avanzino       | Eric Kaplan                                                                                                 | 21 de janeiro de 2001     | 3ACV02             | S03E04                  |
| Fry é infectado com vermes de um sanduíche que o deixam forte e inteligente o bastante para dizer o que realmente sente por Leela. E enquanto vislumbra um futuro ao lado da capitã, o resto da tripulação decide embarcar em uma viagem fantástica através do corpo dele para erradicar os novos hóspedes. |    | |                      | |                           |                    |                         |
| 35 | 3  | "A Tale of Two Santas" "Uma História de Dois Papais Noel (BR)" "Um Conto de Dois Pais Natais (PT)"                   | Ron Hughart          | Bill Odenkirk                                                                                               | 23 de dezembro de 2001    | 3ACV03             | S04E02                  |
| É Natal e, depois de uma expedição ao Pólo Norte de Netuno que deixa o vil Papai Noel preso no gelo, Bender assume o posto para trazer de volta a paz e a boa vontade do tempo de Fry ao feriado. Mas, ao ser confundido com o facínora, é preso e sentenciado à execução no magnetizador. |    | |                      | |                           |                    |                         |
| 36 | 4  | "The Luck of the Fryrish" "O Trevo da Sorte (BR)" "A Sorte de Fry (PT)"                                              | Chris Louden         | Ron Weiner                                                                                                  | 11 de março de 2001       | 3ACV04             | S03E10                  |
| Passada uma maré de má sorte, Fry se aventura nas ruínas da Velha Nova York para reaver o trevo de sete folhas que seu irmão havia roubado quando eram crianças e, tudo levava a crer, usado para se tornar um dos homens de maior sucesso da Terra. Inconformado, vai com seus amigos exumar o corpo dele e, em meio a tudo isso, fica sabendo o que aconteceu de verdade com a sua família.                                                |    | |                      | |                           |                    |                         |
| 37 | 5  | "The Birdbot of Ice-Catraz" "O Desastre Ecológico dos Pinguins (BR)" "O Robô Ave de Gelo-Catraz (PT)"                | James Purdum         | Dan Vebber                                                                                                  | 4 de março de 2001        | 3ACV05             | S03E09                  |
| Bender, completamente sóbrio, bate com um cargueiro de substância negra em Plutão, ameaçando a reserva de pinguins da região. Leela ajuda na limpeza, e a partir do momento em que as aves começam a procriar descontroladamente, medidas drásticas precisam ser tomadas. |    | |                      | |                           |                    |                         |
| 38 | 6  | "Bendless Love" "Amor sem Fim (BR)" "Amor sem Dobras (PT)"                                                           | Swinton O. Scott III | Eric Horsted                                                                                                | 11 de fevereiro de 2001   | 3ACV06             | S03E06                  |
| A carência de entortar de Bender faz com que o Professor o faça arranjar um emprego na usina de entortamento, onde tem um caso de amor com a fêmea robótica curvilínea Angelyne no qual o seu rival antigo Flexo e a máfia dos robôs pretendem jogar uma chave de fenda. |    | |                      | |                           |                    |                         |
| 39 | 7  | "The Day the Earth Stood Stupid" "O Dia em que a Terra Ficou Idiota (BR)" "O Dia Em Que a Terra Ficou Estúpida (PT)" | Mark Ervin           | Jeff Westbrook                                                                                              | 18 de fevereiro de 2001   | 3ACV07             | S03E07                  |
| A Terra é invadida por cérebros voadores super inteligentes cuja alegria é extinguir a inteligência da população e a tarefa de Leela, instruída pelos niblonianos, é contar ao único humano imune à influência deles — Fry — como detê-los. |    | |                      | |                           |                    |                         |
| 40 | 8  | "That's Lobstertainment!" "A Festa do Oscar (BR)" "Isto é Entretenimento (PT)"                                       | Bret Haaland         | Patric M. Verrone                                                                                           | 25 de fevereiro de 2001   | 3ACV08             | S03E08                  |
| Zoidberg se junta a seu tio, o astro do holograma mudo Harold Zoid, para fazer um drama e conquistar Hollywood. E para tanto escalam o temperamental Calculon na condição de lhe conseguir um Oscar. Só que o filme não é lá essas coisas e o robô dourado quer vingança. |    | |                      | |                           |                    |                         |
| 41 | 9  | "The Cyber House Rules" "Um Sonho Realizado (BR)" "A Cibercasa Governa (PT)"                                         | Susie Dietter        | Lewis Morton                                                                                                | 1º de abril de 2001       | 3ACV09             | S03E11                  |
| Leela encontra um velho colega dos tempos do orfanato, Adlai Atkins, um cirurgião plástico de renome que oferece a ela a oportunidade de ter dois olhos. Bender adota doze órfãos para faturar 1200 dólares por semana do governo sem ter que fazer nada. |    | |                      | |                           |                    |                         |
| 42 | 10 | "Where the Buggalo Roam" "Paz em Marte (BR)" "Onde o Buggalo Anda (PT)"                                              | Pat Shinagawa        | J. Stewart Burns                                                                                            | 3 de março de 2001        | 3ACV10             | S04E06                  |
| O rebanho de búgalos dos pais de Amy é varrido por uma tempestade de areia e Kif vê nisso uma oportunidade perfeita para provar a sua masculinidade aos futuros sogros, partindo em uma jornada pelo planeta vermelho e arrumando uma tremenda encrenca com os nativos. |    | |                      | |                           |                    |                         |
| 43 | 11 | "Insane in the Mainframe" "Um Dia de Louco (BR)" "Louco Na Unidade Central (PT)"                                     | Peter Avanzino       | Bill Odenkirk                                                                                               | 8 de abril de 2001        | 3ACV11             | S03E12                  |
| Acusados de roubarem um banco, Fry e Bender alegam insanidade e são mandados para um manicômio de robôs. Lá dentro a Unidade 22 planeja uma fuga com seu camarada Roberto e o rapaz do Brooklyn sofre lavagem cerebral e pensa que é um ser robótico. |    | |                      | |                           |                    |                         |
| 44 | 12 | "The Route of All Evil" "Uma Lição Para os Filhos (BR)" "A Rota de Todo o Mal (PT)"                                  | Brian Sheesley       | Dan Vebber                                                                                                  | 8 de dezembro de 2002     | 3ACV12             | S05E03                  |
| Cubert e Dwight se aliam para montar um negócio de entrega de jornais. Farnsworth e Hermes fazem pouco dos esforços das crianças até que elas acumulam capital suficiente para comprar a Planet Express. Na surdina, Fry e Leela tentam fabricar cerveja em Bender. |    | |                      | |                           |                    |                         |
| 45 | 13 | "Bendin' in the Wind" "Uma Vida de Sucesso (BR)" "Dobrado no Vento (PT)"                                             | Ron Hughart          | Eric Horsted                                                                                                | 22 de abril de 2001       | 3ACV13             | S03E13                  |
| Graças a um trágico acidente com um abridor de latas elétrico, Bender descobre seu talento musical perdido e parte em turnê como membro da banda folk do cantor Beck Hansen para ser a voz dos robôs quebrados. Fry, Leela, Amy, e Zoidberg o seguem a bordo de uma perua antiga. |    | |                      | |                           |                    |                         |
| 46 | 14 | "Time Keeps On Slippin'" "O Tempo não Para (BR)" "O Tempo Não Para de Escorregar (PT)"                               | Chris Louden         | Ken Keeler                                                                                                  | 6 de maio de 2001         | 3ACV14             | S03E14                  |
| Ao criar um time de super mutantes para jogar contra os Harlem Globetrotters, o Professor acaba causando uma quebra no contínuo do espaço-tempo que pode condenar o Universo. No meio disso tudo, Fry luta para conquistar o coração de Leela. |    | |                      | |                           |                    |                         |
| 47 | 15 | "I Dated a Robot" "Eu Namorei um Robô (BR)" "Namorei Uma Robô (PT)"                                                  | James Purdum         | Eric Kaplan                                                                                                 | 13 de maio de 2001        | 3ACV15             | S03E15                  |
| Tendo baixado a atriz Lucy Liu em um robô vazio, Fry se apaixona perdidamente por ela. Preocupados com essa demonstração doentia de amor, Leela, Bender e Zoidberg saem pela Internet para fechar de vez o Nappster.com e dar um fim ao download ilegal de celebridades. |    | |                      | |                           |                    |                         |
| 48 | 16 | "A Leela of Her Own" "A Fama de Leela (BR)" "Uma Leela Pioneira (PT)"                                                | Swinton O. Scott III | Patric M. Verrone                                                                                           | 7 de abril de 2001        | 3ACV16             | S04E10                  |
| Leela se tornou a primeira mulher jogadora de Blernsball da história, porém a dificuldade que tem em perceber o quanto é forte e a fama de estar no New New York Mets não a deixam ver que é, na realidade, uma fraude usada para entreter os fãs do esporte. |    | |                      | |                           |                    |                         |
| 49 | 17 | "A Pharaoh to Remember" "Um Faraó Para Ser Lembrado (BR)" "Um Faraó Para Recordar (PT)"                              | Mark Ervin           | Ron Weiner                                                                                                  | 10 de março de 2002       | 3ACV17             | S04E07                  |
| Com medo de passar a vida inteira como um mísero robô anônimo, Bender — em uma viagem ao mundo egípcio de Osiris 4 que fez dele e dos seus amigos escravos — frauda o mural da profecia e se torna o novo faraó. Com o poder lhe subindo à cabeça na construção de uma tumba de milhões de metros que acabou rejeitando quando pronta, os conselheiros decidem jogar areia no reinado do entortador.                                         |    | |                      | |                           |                    |                         |
| 50 | 18 | "Anthology of Interest II" "Antologia do Interesse II (BR)" "Antologia de Interesse, Parte II (PT)"                  | Bret Haaland         | Lewis Morton (I, Meatbag) David X. Cohen (Raiders of the Lost Arcade) Jason Gorbett & Scott Kirby (Wizzin') | 6 de janeiro de 2002      | 3ACV18             | S04E03                  |
| A volta triunfante da máquina "E Se?" do Professor Farnsworth traz consigo três novas realidades alternativas. Bender virando humano, a vida como um videogame e Leela encontrando o seu lar verdadeiro em uma alucinação no melhor estilo Mágico de Oz. |    | |                      | |                           |                    |                         |
| 51 | 19 | "Roswell That Ends Well" "De Volta ao Passado (BR)" "Roswell Que Acaba Bem (PT)"                                     | Rich Moore           | J. Stewart Burns                                                                                            | 9 de dezembro de 2001     | 3ACV19             | S04E01                  |
| A explosão de uma supernova combinada com a radiação vinda de Fry colocando metal no microondas leva a tripulação de volta a 1927. Na base militar de Roswell, Bender é confundido com os destroços de um OVNI, o Dr. Zoidberg vai para a sala de autópsia e o garoto do século XX, sem querer, mata o seu avô Enos e termina consolando a namorada dele mais do que queria.                                                                 |    | |                      | |                           |                    |                         |
| 52 | 20 | "Godfellas" "A Falta de um Amigo (BR)" "O Deus (PT)"                                                                 | Susie Dietter        | Ken Keeler                                                                                                  | 17 de março de 2002       | 3ACV20             | S04E08                  |
| Bender tira uma soneca dentro do canhão de torpedos da nave e acaba sendo arremessado no espaço sideral. Vagando pelo cosmo, ele serve de universo para uma raça de pequenos aliens alojados no seu corpo que o fazem o grande deus da sua civilização, o que descobre não ser tarefa fácil. |    | |                      | |                           |                    |                         |
| 53 | 21 | "Future Stock" "Mamãe Ataca de Novo (BR)" "Bolsa Futura (PT)"                                                        | Brian Sheesley       | Aaron Ehasz                                                                                                 | 31 de março de 2002       | 3ACV21             | S04E09                  |
| Com a Planet Express em problemas financeiros, Fry nomeia um executivo dos anos 80 exibido e arrogante para substituir o Professor Farnsworth como CEO da companhia. Conhecido na série simplesmente como "Aquele Cara" ("That Guy"), o executivo termina por vender a Planet Express à Fábrica de Robôs Amigos da Mamãe, demitindo todos os antigos funcionários.                                                                           |    | |                      | |                           |                    |                         |
| 54 | 22 | "The 30% Iron Chef" "O Concurso de Culinária (BR)" "O Iron Chef de 30% (PT)"                                         | Ron Hughart          | Jeff Westbrook                                                                                              | 14 de abril de 2002       | 3ACV22             | S04E11                  |
| Bender recebe lições de culinária do grande chef Helmut Spargle e coloca suas novas habilidades à prova em rede nacional contra Elzar na competição "Cozinheiro de Ferro" ("Iron Cook"). Enquanto isso, Dr. Zoidberg destrói acidentalmente a miniatura de espaçonave em uma garrafa do Professor Farnsworth e incrimina Fry na tentativa de escapar das conseqüências, mas passa a lutar posteriormente com sentimentos de remorso e culpa. |    | |                      | |                           |                    |                         |

### 4.ª temporada (2002–2003)
A quarta temporada de Futurama foi exibida originalmente entre 10 de fevereiro de 2002 e 10 de agosto de 2003. Seus 18 episódios foram lançados em 25 de março de 2003 na caixa de DVDs Volume Four.
A transmissão original da Fox não respeitou a ordem de produção dos episódios, falha corrigida posteriormente no lançamento em DVD.
| № | #  | Título | Dirigido por         | Escrito por       | Data de exibição original | Código de produção | Ordem de exibição na TV |
| --- | -- | --- | -------------------- | ----------------- | ------------------------- | ------------------ | ----------------------- |
| 55 | 1  | "Kif Gets Knocked Up a Notch" "O Nascimento de Novas Vidas (BR)" "Kif Engravida Um Pouco (PT)"                    | Wes Archer           | Bill Odenkirk     | 12 de Janeiro de 2002     | 4ACV01             | S05E05                  |
| Durante uma entrega da Planet Express, Amy encontra-se secretamente com Kif, que então pede a ela para desistir do emprego em favor do relacionamento. Amy, porém, afirma não estar pronta para tanto. Mais tarde, Dr. Zoidberg diagnostica a gravidez de Kif e logo descobre-se que a mãe é Leela, por simplesmente haver tocado a pele de Kif durante seu período fértil. Amy também não se sente preparada para a maternidade e Kif, decepcionado, volta a seu planeta natal para dar à luz no mesmo pântano em que nasceu. |    | |                      |                   |                           |                    |                         |
| 56 | 2  | "Leela's Homeworld" "O Mundo de Leela (BR)" "O Mundo da Leela (PT)"                                               | Mark Ervin           | Kristin Gore      | 17 de fevereiro de 2002   | 4ACV02             | S04E05                  |
| Quando Bender começa a descartar lixo nuclear nos esgotos da cidade, desperta a ira dos mutantes, que então o arrastam, com Fry e Leela, aos subterrâneos para serem convertidos à força em mutantes. Durante a tentativa de fuga dos três, Leela faz uma incrível descoberta sobre sua verdadeira ascendência, finalmente encontrando os pais pela primeira vez. |    | |                      |                   |                           |                    |                         |
| 57 | 3  | "Love and Rocket" "A Nave Espacial Apaixonada (BR)" "Amor e Foguetão (PT)"                                        | Brian Sheesley       | Dan Vebber        | 10 de fevereiro de 2002   | 4ACV03             | S04E04                  |
| Bender se apaixona pela nova personalidade feminina do computador de bordo da nave Planet Express. Enquanto isso, Fry procura por um coração de açúcar com a frase que melhor expressa seus sentimentos por Leela. |    | |                      |                   |                           |                    |                         |
| 58 | 4  | "Less Than Hero" "Os Super-Heróis (BR)" "Menos Do Que Um Herói (PT)"                                              | Susie Dietter        | Ron Weiner        | 2 de março de 2002        | 4ACV04             | S05E06                  |
| Um creme misterioso e milagroso do Dr. Zoidberg confere poderes especiais a Fry e Leela, que formam com Bender uma equipe de super heróis conhecida como "Novo Time da Justiça" ("New Justice Team"). Ocultos sob as identidades secretas de "Capitão Ontem" (Fry), "Clobberella" (Leela) e "Super Rei" (Bender), os três passam a combater o crime pela cidade, mas Leela descobre que suas novas obrigações como super heroína podem criar sérios problemas em seu relacionamento com os pais. |    | |                      |                   |                           |                    |                         |
| 59 | 5  | "A Taste of Freedom" "Um Gostinho de Liberdade (BR)" "Um Gosto a Liberdade (PT)"                                  | James Purdum         | Eric Horsted      | 22 de dezembro de 2002    | 4ACV05             | S05E04                  |
| Quando o Dr. Zoidberg devora publicamente a bandeira da Terra durante as comemorações do Dia da Liberdade, é sentenciado à morte por seu comportamento anárquico. Porém, antes que a sentença lhe seja aplicada, os Decapodianos (raça à qual Zoidberg pertence) invadem a Terra para ajudá-lo, ensinando à população terráquea o verdadeiro significado da palavra "liberdade". |    | |                      |                   |                           |                    |                         |
| 60 | 6  | "Bender Should Not Be Allowed on TV" "Bender na TV (BR)" "Bender Não Devia Estar Na TV (PT)"                      | Ron Hughart          | Lewis Morton      | 3 de agosto de 2002       | 4ACV06             | S05E15                  |
| A produção da novela "Todos os Meus Circuitos" ("All My Circuits") promove um concurso para substituir o robô no papel de filho de Calculon. Bender, sabotando o teste, acaba sendo escolhido e em pouco tempo, seu comportamento reprovável em cena se torna uma influência negativa para as crianças. Quando telespectadores revoltados formam um grupo de protesto intitulado "Pais Contra a Grosseria na TV" ("Fathers Against Rude Television" ou "F.A.R.T."), Bender conclui que seu lugar não é na televisão. |    | |                      |                   |                           |                    |                         |
| 61 | 7  | "Jurassic Bark" "De Volta ao Passado (BR)" "Ladrar Jurássico (PT)"                                                | Swinton O. Scott III | Eric Kaplan       | 17 de novembro de 2002    | 4ACV07             | S05E02                  |
| Fry descobre que a pizzaria onde trabalhava está sendo exibida como maravilha arqueológica do século XX em um museu. Entre os artefatos da mostra, Fry encontra o fóssil de seu cachorro Seymour e, após discussões com o curador do museu, consegue levá-lo para casa. Logo o Professor Farnsworth afirma ser capaz de trazer Seymour novamente à vida por meio de clonagem e Bender começa a sentir muitos ciúmes de sua amizade com Fry. |    | |                      |                   |                           |                    |                         |
| 62 | 8  | "Crimes of the Hot" "Calor de Matar (BR)" "Crimes Quentes (PT)"                                                   | Peter Avanzino       | Aaron Ehasz       | 10 de novembro de 2002    | 4ACV08             | S05E01                  |
| O tradicional método de despejar toneladas de gás clorofluorcarbono nos vasos sanitários para contrabalançar os efeitos do vazamento de Freon para a atmosfera falha e Al Gore convoca uma conferência em Estocolmo para tratar do assunto. Durante os debates, o Professor Farnsworth confessa que sua negligência em criar robôs que vazam gás CFC foi a verdadeira responsável pelas mudanças climáticas e a destruição de todos eles é apontada como única solução. Bender, resignado, reúne-se a outros companheiros nas ilhas Galápagos. |    | |                      |                   |                           |                    |                         |
| 63 | 9  | "Teenage Mutant Leela's Hurdles" "Voltando no Tempo (BR)" "As Dificuldades de Leeela Adolescente (PT)"            | Bret Haaland         | Jeff Westbrook    | 30 de março de 2003       | 4ACV09             | S05E07                  |
| A equipe da Planet Express conclui que, aos 161 anos de idade, o Professor Farnsworth está velho demais e decide presenteá-lo com um tratamento de rejuvenescimento em um spa. O tratamento funciona e ele retorna aos 53 anos, mas devido a um acidente no processo, toda a equipe acaba voltando à adolescência também. Mais tarde, enquanto o Professor busca um meio de devolver todos à idade original, os novos adolescentes aproveitam a vida e Leela tem a chance de experimentar um relacionamento diferente com seus pais. |    | |                      |                   |                           |                    |                         |
| 64 | 10 | "The Why of Fry" "O Futuro de Fry (BR)" "O Porquê de Fry (PT)"                                                    | Wes Archer           | David X. Cohen    | 6 de abril de 2003        | 4ACV10             | S05E08                  |
| Fry não consegue impressionar Leela e fica arrasado quando ela recusa seu convite para um jantar. Piorando as coisas, Leela resolve sair com Chaz, auxiliar do prefeito. Sentindo-se inútil e o maior dos perdedores, Fry acaba sendo levado por Nibbler em uma missão para salvar o universo dos planos malignos dos cérebros voadores e descobre no processo seu real valor, além da verdade sobre os fatos ocorridos na noite de 31 de Dezembro de 1999, quando foi criogenicamente congelado. |    | |                      |                   |                           |                    |                         |
| 65 | 11 | "Where No Fan Has Gone Before" "Um Fã pra lá de Fiel (BR)" "Aonde Nenhum Fã Foi Antes (PT)"                       | Pat Shinagawa        | David A. Goodman  | 21 de abril de 2002       | 4ACV11             | S04E12                  |
| Fry lidera a tripulação da Planet Express em uma missão através da galáxia para recuperar os 79 episódios proibidos de "Star Trek: A Série Original", em que encontram o elenco original da série mantido em cativeiro por um ser de energia obsessivo e infantil de nome Melllvar. |    | |                      |                   |                           |                    |                         |
| 66 | 12 | "The Sting" "O Sonho sem Fim (BR)" "A Picada (PT)"                                                                | Brian Sheesley       | Patric M. Verrone | 1º de junho de 2003       | 4ACV12             | S05E09                  |
| O Professor Farnsworth envia Leela, Bender e Fry em uma perigosa missão para coletar mel produzido por ferozes abelhas espaciais. Durante a tarefa, Leela interessa-se por um filhote de abelha rainha e o leva consigo na nave, mas o animal acaba se enfurecendo e ferindo gravemente Fry, que falece logo em seguida. Leela, devastada pelos sentimentos de culpa e tristeza, experimenta uma gradual perda de contato com a realidade. |    | |                      |                   |                           |                    |                         |
| 67 | 13 | "Bend Her" "O Grande Amor de Bender (BR)" "A Bendera (PT)"                                                        | James Purdum         | Michael Rowe      | 20 de julho de 2003       | 4ACV13             | S05E13                  |
| Para competir na divisão de robôs femininos dos Jogos Olímpicos de 3004 ("3004 Earth Olympian"), Bender disfarça-se de "Coilette de Robonia". No entanto, ao saber que precisará ser examinado para validar suas vitórias, ele pede ao Professor Farnsworth uma operação de mudança de sexo. Quando Calculon apaixona-se perdidamente por "Coilette de Robonia", Bender finalmente conclui que precisa reverter a cirurgia antes que seja tarde demais. |    | |                      |                   |                           |                    |                         |
| 68 | 14 | "Obsoletely Fabulous" "A Transformação de Bender (BR)" "Obsolento e Fabuloso (PT)"                                | Dwayne Carey-Hill    | Dan Vebber        | 27 de julho de 2003       | 4ACV14             | S05E14                  |
| O Professor Farnsworth adquire um novo modelo de robô, o 1-X, exibido durante a feira de tecnologia Roboticon 3003. Em função de sua inferioridade técnica, Bender percebe que seu emprego na Planet Express está ameaçado e, seguindo uma sugestão do Professor, retorna à MomCorp para uma atualização. Porém, temendo perder sua personalidade, foge para uma ilha tropical, onde encontra outros robôs obsoletos avessos à tecnologia e ganha modificações realmente especiais. |    | |                      |                   |                           |                    |                         |
| 69 | 15 | "The Farnsworth Parabox" "O Universo Paralelo (BR)" "A Paracaixa de Farnsworth (PT)"                              | Ron Hughart          | Bill Odenkirk     | 8 de junho de 2003        | 4ACV15             | S05E10                  |
| O Professor Farnsworth proíbe que a equipe da Planet Express olhe dentro de uma misteriosa caixa. Leela, no entanto, não consegue resistir à tentação e descobre que a caixa é na verdade um portão para um universo paralelo e com outra turma do Planet Express. |    | |                      |                   |                           |                    |                         |
| 70 | 16 | "Three Hundred Big Boys" "Dinheiro Não Traz Felicidade (BR)" "Trezentos dos Grandes (PT)"                         | Swinton O. Scott III | Eric Kaplan       | 15 de junho de 2003       | 4ACV16             | S05E11                  |
| O presidente Richard Milhous Nixon, satisfeito com os resultados da vitória de Zapp Brannigan sobre as aranhas do planeta Tarantulan 6, distribui um bônus de 300 dólares a cada habitante da Terra. Os membros da Planet Express decidem gastar suas respectivas partes em dinheiro de modos diferentes. Mais tarde, durante um jantar comemorativo, Fry, com excesso de cafeína no sangue, salva todos de um grande incêndio; Dr. Zoidberg oferece um farto banquete e Bender é preso por roubar um valioso charuto. |    | |                      |                   |                           |                    |                         |
| 71 | 17 | "Spanish Fry" "A Volta da Paixão (BR)" "Fry à Espanhola (PT)"                                                     | Peter Avanzino       | Ron Weiner        | 13 de julho de 2003       | 4ACV17             | S05E12                  |
| Durante uma excursão, a equipe da Planet Express acampa na Floresta Nacional de Duraflame. À noite, Fry sai de sua barraca em busca de um suposto pé-grande, mas acaba sendo abduzido. Na manhã seguinte, ele percebe que teve o nariz roubado. A TV noticia que outros também passam pelo mesmo problema e que alienígenas caçam narizes humanos para usar como afrodisíaco. Leela, Bender e Dr. Zoidberg unen-se a Fry na busca por seu nariz, que encontram nas mãos de Lrrr, líder do planeta Omicron Persei 8. Nota: Fry mostra uma foto com Slurm Mackenzie,fazendo referência ao último episódio da 1.ª temporada.                                                                                     |    | |                      |                   |                           |                    |                         |
| 72 | 18 | "The Devil's Hands Are Idle Playthings" "As Mãos Demoníacas (BR)" "Nas Mãos do Diabo São Brinquedos Ociosos (PT)" | Bret Haaland         | Ken Keeler        | 10 de agosto de 2003      | 4ACV18             | S05E16                  |
| Fry, em segredo, faz aulas de holofone na esperança de impressionar Leela. No entanto, suas habilidades não são suficientes e a única saída que vislumbra, seguindo uma sugestão de Bender, é trocar de mãos com o Demônio Robô. Graças ao pacto, Fry torna-se um músico de grande sucesso e decide montar o espetáculo "Leela: Órfã das Estrelas". O Demônio Robô aparece na estreia da peça e, em uma sucessão de atos ao estilo de uma autêntica ópera, acaba pedindo a mão de Leela como pagamento. Fry se recusa a aceitar e desfaz a troca, voltando a tocar mal o holofone com suas próprias mãos. Insatisfeito, o público abandona o teatro, mas Leela, emocionada, pede para que Fry conclua a peça. |    | |                      |                   |                           |                    |                         |

### 5.ª temporada (2008–2009)
Com o cancelamento de Futurama, a quinta temporada da série foi lançada em quatro filmes diretamente em DVD. Eles foram exibidos posteriormente pelo canal Comedy Central no formato de dezesseis episódios de 22 minutos, e reunidos mais tarde em uma caixa de quatro discos chamada Futurama: The Collected Epics.
| № | #  | Título | Dirigido por      | Escrito por                                                                              | Data de exibição original | Código de produção | Ordem de exibição na TV |
| --- | -- | --- | ----------------- | ---------------------------------------------------------------------------------------- | ------------------------- | ------------------ | ----------------------- |
| 73 | 1  | "Bender's Big Score Part 1" "O Grande Golpe de Bender - Parte 1"                                                                           | Dwayne Carey-Hill | Roteiro por: Ken Keeler História por: Ken Keeler & David X. Cohen                        | 23 de março de 2008       | 5ACV01             | S06E01                  |
| Enquanto Fry percebe que ter uma tatuagem de Bender em sua nádega traz consequências universais, alienígenas falsários nudistas assumem o controle da Planet Express e fazem uma lavagem cerebral em Bender através de uma vírus. Ao mesmo tempo, Leela conhece o homem de seus sonhos e Hermes perde literalmente a cabeça durante um jogo de limbo. |    | |                   |                                                                                          |                           |                    |                         |
| 74 | 2  | "Bender's Big Score Part 2" "O Grande Golpe de Bender - Parte 2"                                                                           | Dwayne Carey-Hill | Roteiro por: Ken Keeler História por: Ken Keeler & David X. Cohen                        | 23 de março de 2008       | 5ACV02             | S06E02                  |
| Usando o poder de viagem no tempo tatuado nas nádegas de Fry, os falsários dão início a um plano para roubar os tesouros mais valiosos da história. Fry escapa de volta ao século XX, e Bender é enviado para matá-lo. Enquanto isso, Leela fica mais íntima de seu namorado, e Hermes ganha um novo corpo.                                           |    | |                   |                                                                                          |                           |                    |                         |
| 75 | 3  | "Bender's Big Score Part 3" "O Grande Golpe de Bender - Parte 3"                                                                           | Dwayne Carey-Hill | Roteiro por: Ken Keeler História por: Ken Keeler & David X. Cohen                        | 23 de março de 2008       | 5ACV03             | S06E03                  |
| Apesar dos falsários libertarem Bender de seu controle e a tatuagem nas nádegas de Fry ser destruída, mais e mais pessoas continuam sendo enganadas nas ruas. Enquanto isso, Leela está se casando com seu novo namorado, e Fry descobre como poderia ter sido sua vida no século XXI.                                                                |    | |                   |                                                                                          |                           |                    |                         |
| 76 | 4  | "Bender's Big Score Part 4" "O Grande Golpe de Bender - Parte 4"                                                                           | Dwayne Carey-Hill | Roteiro por: Ken Keeler História por: Ken Keeler & David X. Cohen                        | 23 de março de 2008       | 5ACV04             | S06E04                  |
| Depois que o coração de Leela (e o corpo de Hermes) são partidos na cerimônia de casamento, os falsários acabam por banir todos os habitantes da Terra, o que leva à uma batalha intergaláctiva pela retomada do planeta. Com a revelação chocante da verdade por trás da história do noivo de Leela, Bender se torna um herói improvável.            |    | |                   |                                                                                          |                           |                    |                         |
| 77 | 5  | "The Beast with a Billion Backs Part 1" "A fera com Um Bilhão de Costas - Parte 1 (BR)" "A Besta Com Mil Milhões de Costas - Parte 1 (PT)" | Peter Avanzino    | Roteiro por: Eric Kaplan História por: Eric Kaplan & David X. Cohen                      | 19 de outubro de 2008     | 5ACV05             | S06E05                  |
| Quando um rasgo misterioso aparece no universo, o professor Farnsworth organiza uma expedição para descobrir o que está do outro lado. Enquanto isso Kif e Amy avançam um nível em seu relacionamento, e Fry descobre que sua namorada, Colin, pode estar compartilhando seu amor por aí.                                                             |    | |                   |                                                                                          |                           |                    |                         |
| 78 | 6  | "The Beast with a Billion Backs Part 2" "A fera com Um Bilhão de Costas - Parte 2 (BR)" "A Besta Com Mil Milhões de Costas - Parte 2 (PT)" | Peter Avanzino    | Roteiro por: Eric Kaplan História por: Eric Kaplan & David X. Cohen                      | 19 de outubro de 2008     | 5ACV06             | S06E06                  |
| Depois que a expedição do professor termina em desastre, uma ação militar é proposta, que acaba desferindo um golpe devastador no coração de Amy, ao terminar custando a Kif sua vida. Enquanto isso, Fry decide viver do outro lado do rasgo no universo, e Bender junta-se à sociedade secreta de robôs dos seus sonhos.                            |    | |                   |                                                                                          |                           |                    |                         |
| 79 | 7  | "The Beast with a Billion Backs Part 3" "A fera de Um Bilhão de Costas - Parte 3 (BR)" "A Besta Com Mil Milhões de Costas - Parte 3 (PT)"  | Peter Avanzino    | Roteiro por: Eric Kaplan História por: Eric Kaplan & David X. Cohen                      | 19 de outubro de 2008     | 5ACV07             | S06E07                  |
| Fry apaixonou-se por um gigantesco monstro de tentáculos que vive além do rasgo, e começa a espalhar sua influência (e tentáculos) por toda a parte. Enquanto Amy lida com a morte de Kif, Bender constrói uma reputação de odiador de humanos em seu novo clube, e Leela descobre a verdade chocante sobre o mostro.                                 |    | |                   |                                                                                          |                           |                    |                         |
| 80 | 8  | "The Beast with a Billion Backs Part 4" "A fera de Um Bilhão de Costas - Parte 4 (BR)" "A Besta Com Mil Milhões de Costas - Parte 4 (PT)"  | Peter Avanzino    | Roteiro por: Eric Kaplan História por: Eric Kaplan & David X. Cohen                      | 19 de outubro de 2008     | 5ACV08             | S06E08                  |
| O monstro de tentáculos convida todos no universo para um encontro, eventualmente levando a população da Terra a evacuar o planeta para que possam viver em seu corpo. Enquanto isso, o monstro traz Kif de volta à vida, e Bender, deixado no comando dos robôs abandonados na Terra, toma medidas drásticas para trazer todos de volta.             |    | |                   |                                                                                          |                           |                    |                         |
| 81 | 9  | "Bender's Game Part 1" "O Jogo de Bender - Parte 1"                                                                                        | Dwayne Carey-Hill | Roteiro por: Eric Horsted História por: Eric Horsted & David X. Cohen                    | 26 de abril de 2009       | 5ACV09             | S06E09                  |
| A raiva de Leela tira seu melhor quando ela desperdiça precioso combustível e entra na Space Demolition Derby. De fato, tirou o melhor dela tantas vezes que Farnsworth e Hermes decidem fazer algo a respeito. Enquanto isso, Bender fica obcecado demais em jogar Dungeons and Dragons.                                                             |    | |                   |                                                                                          |                           |                    |                         |
| 82 | 10 | "Bender's Game Part 2" "O Jogo de Bender - Parte 2"                                                                                        | Dwayne Carey-Hill | Roteiro por: Eric Horsted História por: Eric Horsted & David X. Cohen                    | 26 de abril de 2009       | 5ACV10             | S06E10                  |
| Farnsworth revela porque está tão incomodado com a crise de escassez de matéria negra. Bender não progride no manicômio. Fry, Leela e Farnsworth infiltram-se no quartel-general de Mom no Alasca. |    | |                   |                                                                                          |                           |                    |                         |
| 83 | 11 | "Bender's Game Part 3" "O Jogo de Bender - Parte 3"                                                                                        | Dwayne Carey-Hill | Roteiro por: Michael Rowe & Eric Kaplan História por: Eric Horsted & David X. Cohen      | 26 de abril de 2009       | 5ACV11             | S06E11                  |
| Fry, Leela e Farnsworth descobrem a chocante verdade por trás da escassez de matéria negra, e de repente vêem-se no mundo mágico de Cornwood. |    | |                   |                                                                                          |                           |                    |                         |
| 84 | 12 | "Bender's Game Part 4" "O Jogo de Bender - Parte 4"                                                                                        | Dwayne Carey-Hill | Roteiro por: David X. Cohen & Patric Verrone História por: Eric Horsted & David X. Cohen | 26 de abril de 2009       | 5ACV12             | S06E12                  |
| Frydo fica obcecado com o Die of Power e foge da Irmandade. Leegola junta-se aos centauros e torna-se uma pacifista, e Gynecaladriel, Greyfarn e Titanius são cercados no Wipe Castle. |    | |                   |                                                                                          |                           |                    |                         |
| 85 | 13 | "Into the Wild Green Yonder Part 1" "A Preservação da Vida - Parte 1 (BR)" "No Longínquo Verde Selvagem - Parte 1 (PT)"                    | Peter Avanzino    | Roteiro por: Ken Keeler História por: Ken Keeler & David X. Cohen                        | 30 de agosto de 2009      | 5ACV13             | S06E13                  |
| A tripulação do Planet Express visita os pais de Amy, que estão demolindo a "velha" Mars Vegas e construindo uma mais extravagante. Fry vira um telepata, e Leela protesta contra a destruição. |    | |                   |                                                                                          |                           |                    |                         |
| 86 | 14 | "Into the Wild Green Yonder Part 2" "A Preservação da Vida - Parte 2 (BR)" "No Longínquo Verde Selvagem - Parte 2 (PT)"                    | Peter Avanzino    | Ken Keeler                                                                               | 30 de agosto de 2009      | 5ACV14             | S06E14                  |
| Fry entra para um sociedade secreta de telepatas, e descobre que uma espécie marciana está sob risco de extinção. |    | |                   |                                                                                          |                           |                    |                         |
| 87 | 15 | "Into the Wild Green Yonder Part 3" "A Preservação da Vida - Parte 3 (BR)" "No Longínquo Verde Selvagem - Parte 3 (PT)"                    | Peter Avanzino    | Ken Keeler                                                                               | 30 de agosto de 2009      | 5ACV15             | S06E15                  |
| Zapp Brannigan e Kif Kroker são chamados para deter os protestos contra a destruição ambiental, e as militantes tomam controle da nave Planet Express. |    | |                   |                                                                                          |                           |                    |                         |
| 88 | 16 | "Into the Wild Green Yonder Part 4" "A Preservação da Vida - Parte 4 (BR)" "No Longínquo Verde Selvagem - Parte 4 (PT)"                    | Peter Avanzino    | Roteiro por: Ken Keeler História por: Ken Keeler & David X. Cohen                        | 30 de agosto de 2009      | 5ACV16             | S06E16                  |
| Fry tenta salvar a espécie em extinção. Leela e outras militantes são presas, mas acabam sendo salvas por Bender. Zapp tenta prender a tripulação, e eles fogem através de um buraco de verme. |    | |                   |                                                                                          |                           |                    |                         |

### 6.ª temporada (2010–2011)
Em 10 de junho de 2009, a Fox anunciou que o canal Comedy Central concordou em produzir 26 episódios inéditos de Futurama. Treze deles foram exibidos em 2010, com os treze restantes transmitidos em 2011.A exibição não corresponde aos episódios na ordem em que foram criados.
| № | #  | Título                                                                                            | Dirigido por             | Escrito por                                                                | Data de exibição original | Código de produção | Ordem de exibição na TV |
| Parte 1 |    |                                                                                                   |                          |                                                                            |                           |                    |                         |
| --- | -- | ------------------------------------------------------------------------------------------------- | ------------------------ | -------------------------------------------------------------------------- | ------------------------- | ------------------ | ----------------------- |
| 89 | 1  | "Rebirth" "Renascimento"                                                                          | Frank Marino             | Roteiro por: David X. Cohen História por: David X. Cohen & Matt Groening   | 24 de junho de 2010       | 6ACV01             | S07E01                  |
| Fry descobre que seu corpo está coberto de queimaduras graves, mas não se lembra o motivo. O professor Farnsworth revela que o buraco de verme que usaram para escapar de Zapp Brannigan os levou de volta à Terra, onde todos morreram na explosão da nave exceto ele. |    |                                                                                                   |                          |                                                                            |                           |                    |                         |
| 90 | 2  | "In-A-Gadda-Da-Leela" "Inagada Leela (BR)" "In-a-Gadda-Da-Leela (PT)"                             | Dwayne Carey-Hill        | Roteiro por: Carolyn Premish História por: Carolyn Premish & Matt Groening | 24 de junho de 2010       | 6ACV02             | S07E02                  |
| Uma esfera da morte terreste defeituosa chamada V-GINY começa a censurar e destruir planetas que julga indecente, e em sua rota está a Terra. Leela voluntaria-se para destruir o equipamento, e concorda relutantemente que Zapp a acompanhe. |    |                                                                                                   |                          |                                                                            |                           |                    |                         |
| 91 | 3  | "Attack of the Killer App" "O Formulário Assassino (BR)" "Ataque da Aplicação Mortal (PT)"        | Stephen Sandoval         | Patric M. Verrone                                                          | 1 de julho de 2010        | 6ACV03             | S07E03                  |
| Todos em Nova Nova York compram a última versão do eyePhone, dispositivo desenvolvido pela MomCorp que, implantado na córnea do usuário, permite que ele grave vídeos e os publique online. Fry e Bender desafiam um ao outro para ver quem consegue mais seguidores em sua conta no Twitcher, com o perdedor tendo que mergulhar numa piscina de vômito e diarreia de bode. |    |                                                                                                   |                          |                                                                            |                           |                    |                         |
| 92 | 4  | "Proposition Infinity" "Proposta Infinita"                                                        | Crystal Chesney-Thompson | Michael Rowe                                                               | 8 de julho de 2010        | 6ACV04             | S07E04                  |
| Kif termina com Amy quando ela começa a mostrar interesse por "bad boys", o que a faz ficar atraída por Bender. Os dois dão início então a um relacionamento robosexual secreto, muito para o incômodo de Farnsworth. |    |                                                                                                   |                          |                                                                            |                           |                    |                         |
| 93 | 5  | "The Duh-Vinci Code" "O Código de Da Vince (BR)" "O Código Duh-Vinci (PT)"                        | Raymie Muzquiz           | Maiya Williams                                                             | 15 de julho de 2010       | 6ACV05             | S07E05                  |
| Fry descobre o projeto de uma invenção perdida de Leonardo da Vince, escondida na barba do inventor que era guardada por Farnsworth. O professor examina então o quadro A Última Ceia, descobrindo nele um robô oculto. Isso leva a tripulação do Planet Express até Roma, onde eles procuram desvendar os mistérios no subterrâneo da cidade.                               |    |                                                                                                   |                          |                                                                            |                           |                    |                         |
| 94 | 6  | "Lethal Inspection" "Inspeção Letal"                                                              | Ray Claffey              | Eric Horsted                                                               | 22 de julho de 2010       | 6ACV06             | S07E06                  |
| Bender descobre que sua unidade de backup, que permite que as memórias de um robô sejam transplantas de corpo, nunca foi instalada, o que significa que ele não é imortal como pensava. Com a ajuda de Hermes, ele descide confrontar o inspetor que supervisou sua fabricação na MomCorp.                                                                                   |    |                                                                                                   |                          |                                                                            |                           |                    |                         |
| 95 | 7  | "The Late Philip J. Fry" "O Atraso de Fry (BR)" "O Falecido Philip J. Fry (PT)"                   | Peter Avanzino           | Lewis Morton                                                               | 29 de julho de 2010       | 6ACV07             | S07E07                  |
| Fry se atrasa para o almoço de aniversário de Leela e promete recompensá-la ao levá-la ao Cavern on the Green naquela mesma noite. Antes que ele saia para o encontro, no entanto, Farnsworth o obriga a testar sua nova máquina do tempo que os mandaria um minuto para o futuro, mas as coisas dão errado e eles vão parar no ano 10,000.                                  |    |                                                                                                   |                          |                                                                            |                           |                    |                         |
| 96 | 8  | "That Darn Katz!" "Maldito Katz!"                                                                 | Frank Marino             | Josh Weinstein                                                             | 5 de agosto de 2010       | 6ACV08             | S07E08                  |
| Amy tenta apresentar sua tese de doutorado, mas é interrompida devido à sua alergia ao gato do professor Katz, líder da banca examinadora, e acaba sendo reprovada. |    |                                                                                                   |                          |                                                                            |                           |                    |                         |
| 97 | 9  | "A Clockwork Origin" "Origem Mecânica"                                                            | Dwayne Carey-Hill        | Dan Vebber                                                                 | 12 de agosto de 2010      | 6ACV09             | S07E09                  |
| Farnsworth tenta provar a teoria da evolução a dr. Banjo, um orangotango criacionista, ao descobrir e apresentar o elo perdido entre o homem e o macaco. |    |                                                                                                   |                          |                                                                            |                           |                    |                         |
| 98 | 10 | "The Prisoner of Benda" "O Prisioneiro de Benda"                                                  | Stephen Sandoval         | Ken Keeler                                                                 | 19 de agosto de 2010      | 6ACV10             | S07E10                  |
| Farnsworth troca de corpo com Amy usando sua última invenção, para que assim possa relembrar como é ser jovem, enquanto Amy pode se empanturrar de comida como sempre desejou.Todos começam a trocar de corpo e eles acabam descobrindo, no entanto, que a troca não tem volta.                                                                                              |    |                                                                                                   |                          |                                                                            |                           |                    |                         |
| 99 | 11 | "Lrrreconcilable Ndndifferences" "Diferenças Irreconciliáveis"                                    | Crystal Chesney-Thompson | Patric M. Verrone                                                          | 26 de agosto de 2010      | 6ACV11             | S07E11                  |
| Lrrr, enfrentando uma crise de meia-idade, torna-se desmotivado em seu papel de conquistador de planetas. Ele tenta tomar a Terra para agradar sua esposa Ndnd, mas fracassa e é chutado de casa, decidindo mudar-se para a sede da Planet Express. |    |                                                                                                   |                          |                                                                            |                           |                    |                         |
| 100 | 12 | "The Mutants Are Revolting" "A Revolta dos Mutantes"                                              | Raymie Muzquiz           | Eric Horsted                                                               | 2 de setembro de 2010     | 6ACV12             | S07E12                  |
| Após fazer sua centésima entrega, a tripulação da Planet Express é convidada para um baile de caridade em prol dos mutantes dos esgoto (sendo as doações destinadas a mantê-los longe da superfície). Percebendo o incômodo de Leela com isso, Fry decide revelar a todos o segredo da origem dela, provocando o banimento da capitã para o submundo.                        |    |                                                                                                   |                          |                                                                            |                           |                    |                         |
| 101 | 13 | "The Futurama Holiday Spectacular" "Feriado Espetacular (BR)" "Festividade Espetacular (PT)"      | Ray Claffey              | Michael Rowe                                                               | 21 de novembro de 2010    | 6ACV13             | S07E13                  |
| Este episódio apresenta três segmentos baseados em feriados do universo de Futurama: Xmas, Kwanzaa e Robanukah. |    |                                                                                                   |                          |                                                                            |                           |                    |                         |
| Parte 2 |    |                                                                                                   |                          |                                                                            |                           |                    |                         |
| 102 | 14 | "The Silence of the Clamps" "O Silêncio das Pinças"                                               | Frank Marino             | Eric Rogers                                                                | 14 de julho de 2011       | 6ACV14             | S06BE05                 |
| Bender entra para o programa de proteção à testemunha após denunciar a máfia robô. |    |                                                                                                   |                          |                                                                            |                           |                    |                         |
| 103 | 15 | "Möbius Dick" "Möbius Dick (BR)" "Mobius Dick (PT)"                                               | Dwayne Carey-Hill        | Dan Vebber                                                                 | 4 de agosto de 2011       | 6ACV15             | S06BE08                 |
| Leela fica obcecada em caçar uma baleia quadridimensional. |    |                                                                                                   |                          |                                                                            |                           |                    |                         |
| 104 | 16 | "Law and Oracle" "Lei e Oráculo"                                                                  | Stephen Sandoval         | Josh Weinstein                                                             | 7 de julho de 2011        | 6ACV16             | S06BE04                 |
| Cansado de seu trabalho sem perspectivas, Fry entra para a força policial. |    |                                                                                                   |                          |                                                                            |                           |                    |                         |
| 105 | 17 | "Benderama"                                                                                       | Crystal Chesney-Thompson | Aaron Ehasz                                                                | 23 de junho de 2011       | 6ACV17             | S06BE02                 |
| Bender cria duplicatas de si mesmo, que por sua vez criam duplicatas de si, que por sua vez ameaçam consumir toda a matéria da Terra. |    |                                                                                                   |                          |                                                                            |                           |                    |                         |
| 106 | 18 | "The Tip of the Zoidberg" "A Ponta de Zoidberg - O Pacto Secreto (BR)" "A Ponta de Zoidberg (PT)" | Raymie Muzquiz           | Ken Keeler                                                                 | 18 de agosto de 2011      | 6ACV18             | S06BE10                 |
| A equipe da Planet Express descobre a verdade sobre o passado de Farnsworth e Zoidberg. |    |                                                                                                   |                          |                                                                            |                           |                    |                         |
| 107 | 19 | "Ghost in the Machines" "Fantasma nas Máquinas (BR)" "O Fantasma de Bender (PT)"                  | Ray Claffey              | Patric M. Verrone                                                          | 30 de junho de 2011       | 6ACV19             | S06BE03                 |
| Bender morre, e seu software assume uma existência fantasmagórica. |    |                                                                                                   |                          |                                                                            |                           |                    |                         |
| 108 | 20 | "Neutopia" "Troca de Sexos (BR)" "Neutopia (PT)"                                                  | Edmund Fong              | J. Stewart Burns                                                           | 23 de junho de 2011       | 6ACV20             | S06BE01                 |
| Um alienígena que não compreende o conceito de gênero sexual faz experimentos com a equipe do Planet Express. |    |                                                                                                   |                          |                                                                            |                           |                    |                         |
| 109 | 21 | "Yo Leela Leela" "Leela, a Redatora (BR)" "Yo Leela Leela (PT)"                                   | Frank Marino             | Eric Horsted                                                               | 21 de julho de 2011       | 6ACV21             | S06BE06                 |
| Tentando mostrar que é criativa, Leela cria um programa infantil que acaba se tornando um sucesso. |    |                                                                                                   |                          |                                                                            |                           |                    |                         |
| 110 | 22 | "Fry Am the Egg Man" "Fry e o Bicho Alienigena (BR)" "Fry e o Grande Bicho Extraterrestre (PT)"   | Dwayne Carey-Hill        | Michael Rowe                                                               | 11 de agosto de 2011      | 6ACV22             | S06BE09                 |
| Fry choca um ovo alienígena, e adota o monstro que sai dele como novo animal de estimação. |    |                                                                                                   |                          |                                                                            |                           |                    |                         |
| 111 | 23 | "All the Presidents' Heads" "Viajando Ao Passado (BR)" "Todos os Presidentes (PT)"                | Stephen Sandoval         | Josh Weinstein                                                             | 28 de julho de 2011       | 6ACV23             | S06BE07                 |
| A equipe do Planet Express viaja de volta no tempo, e acaba acidentalmente alterando o curso da história. |    |                                                                                                   |                          |                                                                            |                           |                    |                         |
| 112 | 24 | "Cold Warriors" "O Vírus Congelado (BR)" "Guerreiros do Frio (PT)"                                | Crystal Chesney-Thompson | Dan Vebber                                                                 | 25 de agosto de 2011      | 6ACV24             | S06BE11                 |
| Fry reintroduz ao século XXXI o extinto vírus da gripe. |    |                                                                                                   |                          |                                                                            |                           |                    |                         |
| 113 | 25 | "Overclockwise" "Bender Acelerado"                                                                | Raymie Muzquiz           | Ken Keeler                                                                 | 1 de setembro de 2011     | 6ACV25             | S06BE12                 |
| Bender é modificado por Hubert, tornando-se mais sofisticado tecnologicamente e atraindo a atenção da Moncorp. |    |                                                                                                   |                          |                                                                            |                           |                    |                         |
| 114 | 26 | "Reincarnation" "Comunicação Alienígena (BR)" "Reencarnação (PT)"                                 | Peter Avanzino           | Aaron Ehasz                                                                | 8 de setembro de 2011     | 6ACV26             | S06BE13                 |
| Episódio dividido em três segmentos, cada um num estilo de animação diferente (o primeiro em preto e branco, o segundo emulando um videogame de 8 bits e o terceiro em anime). |    |                                                                                                   |                          |                                                                            |                           |                    |                         |

### 7.ª temporada (2012–2013)
Em 28 de março de 2011, a Comedy Central anunciou a produção de uma sétima temporada de Futurama. A nova temporada consistirá de 26 episódios, divididos em duas etapas com 13 episódios cada. Os primeiros 13, definidos como temporada 7-A, foram exibidos entre junho e agosto de 2012. Os 13 últimos, definidos como temporada 7-B, começaram a ser exibidos a partir de junho de 2013. Na mesma época, o canal anunciou que não produzirá mais novos episódios após o término da sétima temporada.
| № | #  | Título | Dirigido por             | Escrito por                                                                                               | Data de exibição original | Código de produção | Ordem de exibição na TV |
| Parte 1 |    | |                          | |                           |                    |                         |
| --- | -- | --- | ------------------------ | --- | ------------------------- | ------------------ | ----------------------- |
| 115 | 1  | "The Bots and the Bees" "Os Robôs e As Abelhas (BR)" "Os Robôs e as Abelhas (PT)"                               | Stephen Sandoval         | Eric Horsted                                                                                              | 20 de junho de 2012       | 7ACV01             | S07AE01                 |
| Bender tem um filho, Ben, com a nova máquina de refrigerantes da Planet Express. Enquanto isso, Fry começa a emitir um brilho esverdeado após beber grandes quantidades de Slurm Loco.                           |    | |                          | |                           |                    |                         |
| 116 | 2  | "A Farewell to Arms" "Adeus aos Braços (BR)" "Um Adeus Às Armas (PT)"                                           | Raymie Muzquiz           | Josh Weinstein                                                                                            | 20 de junho de 2012       | 7ACV02             | S07AE02                 |
| A tripulação da Planet Express encontra uma antiga profecia marciana que prevê o fim do mundo para 3012. |    | |                          | |                           |                    |                         |
| 117 | 3  | "Decision 3012" "Eleições 3012 (BR)" "Decisão 3012 (PT)"                                                        | Dwayne Carey-Hill        | Patric M. Verrone                                                                                         | 27 de junho de 2012       | 7ACV03             | S07AE03                 |
| É chegada as eleições de presidente da Terra em Nova Nova York e Leela se torna gerente da campanha eleitoral de um candidato à presidência cuja certidão de nascimento está faltando.                           |    | |                          | |                           |                    |                         |
| 118 | 4  | "The Thief of Baghead" "O Ladrão do Cabeça de Saco (BR)" "O Ladrão de Baghead (PT)"                             | Edmund Fong              | Dan Vebber                                                                                                | 4 de julho de 2012        | 7ACV04             | S07AE04                 |
| Bender tenta fotografar um ator famoso cujo rosto nunca foi revelado ao público. |    | |                          | |                           |                    |                         |
| 119 | 5  | "Zapp Dingbat" "Zapp Dingbat (BR)" "Zapp Idiota (PT)"                                                           | Frank Marino             | Eric Rogers                                                                                               | 11 de julho de 2012       | 7ACV05             | S07AE05                 |
| Zapp Brannigan perde o interesse em Leela e em vez disso vira as suas atenções para sua mãe, Turanga Munda. |    | |                          | |                           |                    |                         |
| 120 | 6  | "The Butterjunk Effect" "Efeito Borboleta (BR)" "O Efeito Butterjunk (PT)"                                      | Crystal Chesney-Thompson | Michael Rowe                                                                                              | 18 de julho de 2012       | 7ACV06             | S07AE06                 |
| Leela e Amy ficam viciadas em Nectar, um suplemento nutricional que melhora sua performance no Butterfly Derby.                                                                                                  |    | |                          | |                           |                    |                         |
| 121 | 7  | "The Six Million Dollar Mon" "O Cara de Seis Milhões de Dólares (BR)" "O Homem de Seis Milhões de Dólares (PT)" | Peter Avanzino           | Ken Keeler                                                                                                | 25 de julho de 2012       | 7ACV07             | S07AE07                 |
| De modo a aumentar sua produtividade, Hermes troca suas partes humanas por homólogos robóticos. |    | |                          | |                           |                    |                         |
| 122 | 8  | "Fun on a Bun" "Diversão Em um Pão (BR)" "Diversão Num Pão (PT)"                                                | Stephen Sandoval         | Dan Vebber                                                                                                | 1 de agosto de 2012       | 7ACV08             | S07AE08                 |
| As palhaçadas de Fry bêbado na Oktoberfest colocam ele em uma civilização perdida de homens Neandertais, enquanto todos acreditam que Fry morreu num acidente em uma máquina de salsicha.                        |    | |                          | |                           |                    |                         |
| 123 | 9  | "Free Will Hunting" "Caçada ao Livre Arbítrio (BR)" "Busca Pelo Livre Arbítrio (PT)"                            | Raymie Muzquiz           | David X. Cohen                                                                                            | 8 de agosto de 2012       | 7ACV09             | S07AE09                 |
| Bender descobre que não tem livre arbítrio, já que é um robô, ele se propõe a descobrir o significado da vida.                                                                                                   |    | |                          | |                           |                    |                         |
| 124 | 10 | "Near-Death Wish" "Quase Último Desejo (BR)" "Desejo de Quase Morte (PT)"                                       | Lance Kramer             | Eric Horsted                                                                                              | 15 de agosto de 2012      | 7ACV10             | S07AE10                 |
| Fry fica descontente com o fato de Farnsworth não se importar com ele, então vai em busca dos pais do Professor ainda vivos na Estrela da Quase-Morte.                                                           |    | |                          | |                           |                    |                         |
| 125 | 11 | "31st Century Fox" "Raposa do Século 31 (BR)" "Raposa do Século XXXI (PT)"                                      | Edmund Fong              | Patric M. Verrone                                                                                         | 29 de agosto de 2012      | 7ACV11             | S07AE12                 |
| Patrick Stewart é o líder da caça à raposa robô, inspirando Bender para lutar pelos direitos das raposas robôs.                                                                                                  |    | |                          | |                           |                    |                         |
| 126 | 12 | "Viva Mars Vegas" "Viva Marte Vegas"                                                                            | Frank Marino             | Josh Weinstein                                                                                            | 22 de agosto de 2012      | 7ACV12             | S07AE11                 |
| A tripulação encenam um assalto ao casino dos pais de Amy para recuperar a fortuna da família Wong roubados pela máfia robô.                                                                                     |    | |                          | |                           |                    |                         |
| 127 | 13 | "Naturama" | Crystal Chesney-Thompson | Eric Rogers (The Salmon) Michael Saikin (The Pinta Island Tortoise) Neil Mukhopadhyay (The Elephant Seal) | 29 de agosto de 2012      | 7ACV13             | S07AE13                 |
| O episódio especial de três partes dessa temporada que retratou os personagens da série como animais em suas épocas de acasalamento.                                                                             |    | |                          | |                           |                    |                         |
| Parte 2 |    | |                          | |                           |                    |                         |
| 128 | 14 | "Forty Percent Leadbelly" "40% Cantor (BR)" "Quarenta Por Cento Leadbelly (PT)"                                 | Stephen Sandoval         | Ken Keeler                                                                                                | 3 de julho de 2013        | 7ACV14             | S07BE04                 |
| Bender decide fazer uma cópia 3D da guitarra de um famoso cantor de música folk. |    | |                          | |                           |                    |                         |
| 129 | 15 | "2-D Blacktop" "2D (BR)" "Asfalto 2-D (PT)"                                                                     | Raymie Muzquiz           | Michael Rowe                                                                                              | 19 de junho de 2013       | 7ACV15             | S07BE01                 |
| Fry, Bender, Leela e o Professor ficam presos em um universo bidimensional. |    | |                          | |                           |                    |                         |
| 130 | 16 | "T.: The Terrestrial" "T. O Terráqueo (BR)" "T.: O Terrestre (PT)"                                              | Lance Kramer             | Josh Weinstein                                                                                            | 26 de junho de 2013       | 7ACV16             | S07BE03                 |
| Após ser abandonado em Omicron Persei 8, Fry acaba virando amigo de Jrrr, o filho de Lrrr, líder do planeta. |    | |                          | |                           |                    |                         |
| 131 | 17 | "Fry and Leela's Big Fling" "As Férias de Fry e Leela (BR)" "O Grande Romance de Fry e Leela (PT)"              | Edmund Fong              | Eric Rogers                                                                                               | 19 de junho de 2013       | 7ACV15             | S07BE02                 |
| Fry e Leela decidem sair em férias românticas, mas acabam indo parar em um zoológico alienígena. |    | |                          | |                           |                    |                         |
| 132 | 18 | "The Inhuman Torch" "A Tocha Desumana (BR)" "A Tocha Inumana (PT)"                                              | Frank Marino             | Dan Vebber                                                                                                | 10 de julho de 2013       | 7ACV18             | S07BE05                 |
| Bender se torna um bombeiro, e a tripulação da Planet Express começa a suspeitar que ele próprio esteja criando incêndios. Enquanto isso o Professor cria um dispositivo que permite a extração de hélio do sol. |    | |                          | |                           |                    |                         |
| 133 | 19 | "Saturday Morning Fun Pit" "Desenho Animado do Sábado (BR)" "Diversão da Manhã de Sábado (PT)"                  | Crystal Chesney-Thompson | Patric M. Verrone                                                                                         | 17 de julho de 2013       | 7ACV19             | S07BE06                 |
| A tripulação da Planet Express é retratada como três desenhos infantis dos anos 80 diferentes: Scooby Doo, Moranguinho e G.I. Joe.                                                                               |    | |                          | |                           |                    |                         |
| 134 | 20 | "Calculon 2.0"                                                                                                  | Stephen Sandoval         | Lewis Morton                                                                                              | 24 de julho de 2013       | 7ACV20             | S07BE07                 |
| O ator Calculon é ressuscitado em um sinistro ritual. |    | |                          | |                           |                    |                         |
| 135 | 21 | "Assie Come Home" "Bundinha Volta para Casa (BR)" "Rabinho Volta Para Casa (PT)"                                | Raymie Muzquiz           | Maiya Williams                                                                                            | 31 de julho de 2013       | 7ACV21             | S07BE08                 |
| Fry, Bender e Leela percorrem o universo em busca do brilhante traseiro metálico de Bender, que teve seu corpo roubado por uma gangue.                                                                           |    | |                          | |                           |                    |                         |
| 136 | 22 | "Leela and the Genestalk" "Genes de Leela (BR)" "Leela e a Genestalk (PT)"                                      | Lance Kramer             | Eric Horsted                                                                                              | 7 de agosto de 2013       | 7ACV22             | S07BE09                 |
| A Mamãe faz estranhas experiências utilizando Leela como cobaia. |    | |                          | |                           |                    |                         |
| 137 | 23 | "Game of Tones" "Jogos de Tons (BR)" "Guerra dos Tons (PT)"                                                     | Edmund Fong              | Michael Rowe                                                                                              | 14 de agosto de 2013      | 7ACV23             | S07BE10                 |
| A Equipe do Planet Express entra nos sonhos de Fry para resolver uma missão no ano de 1999. |    | |                          | |                           |                    |                         |
| 138 | 24 | "Murder on the Planet Express" "Homicídio no Planeta Express (BR)" "Homicídio no Planet Express (PT)"           | Frank Marino             | Lewis Morton                                                                                              | 21 de agosto de 2013      | 7ACV24             | S07BE11                 |
| A Tripulação fica presa com uma criatura que pode mudar de forma. |    | |                          | |                           |                    |                         |
| 139 | 25 | "Stench and Stenchibility" "Fedor e Sensibilidade (BR)" "Fedor e Fedorento (PT)"                                | Crystal Chesney-Thompson | Eric Horsted                                                                                              | 28 de agosto de 2013      | 7ACV25             | S07BE12                 |
| Zoidberg se apaixona por uma mulher que não tem olfato. |    | |                          | |                           |                    |                         |
| 140 | 26 | "Meanwhile" "Enquanto Isso (BR)" "Entretanto (PT)"                                                              | Peter Avanzino           | Ken Keeler                                                                                                | 4 de setembro de 2013     | 7ACV26             | S07BE13                 |
| O Professor inventa um aparelho que volta 10 segundos no tempo e que acaba causando consequências desastrosas onde causa a paralisia do universo. Além disso, Fry e Leela se casam.                              |    | |                          | |                           |                    |                         |

### 8.ª temporada (2023)
A oitava temporada de Futurama consistiu em 10 episódios. Estreou na Hulu nos Estados Unidos em 24 de julho de 2023. Embora a sétima temporada fosse inicialmente planejada como a última temporada, tendo concluído em setembro de 2013, a Hulu deu sinal verde para a oitava temporada em fevereiro de 2022.
| №                                                                                                 | #  | Título | Dirigido por             | Escrito por                   | Data de exibição original | Código de produção | Ordem de exibição na TV |
| ------------------------------------------------------------------------------------------------- | -- | --- | ------------------------ | ----------------------------- | ------------------------- | ------------------ | ----------------------- |
| 141                                                                                               | 1  | "The Impossible Stream" "Maratona Impossível (BR)" "A Transmissão Impossível (PT)"                                           | Peter Avanzino           | Patric M. Verrone             | 24 de julho de 2023       | 8ACV01             | S08E01                  |
| Fry corre o risco de insanidade permanente quando tenta ver todas as séries de TV desde sempre.   |    | |                          |                               |                           |                    |                         |
| 142                                                                                               | 2  | "Children of a Lesser Bog" "Os Filhos do Pântano (BR)" "Filhos de um Pântano Menor (PT)"                                     | Edmund Fong              | Eric Horsted                  | 31 de julho de 2023       | 8ACV02             | S08E02                  |
| Os filhos de Amy e Kif emergem de um pântano alienígena.                                          |    | |                          |                               |                           |                    |                         |
| 143                                                                                               | 3  | "How the West Was 1010001" "Como era no Oeste (BR)" "Como o Oeste era 1010001 (PT)"                                          | James Kim                | Nona di Spargement            | 7 de agosto de 2023       | 8ACV03             | S08E03                  |
| Bender e a tripulação vão para o oeste a fim de se juntarem à febre da mineração de bitcoins.     |    | |                          |                               |                           |                    |                         |
| 144                                                                                               | 4  | "Parasites Regained" "Domínio dos Parasitas (BR)" "Parasitas Recuperados (PT)"                                               | Corey Barnes             | Maiya Williams                | 14 de agosto de 2023      | 8ACV04             | S08E04                  |
| Após Nibbler adoecer, a tripulação fica reduzida para uma missão num mundo na sua caixa de areia. |    | |                          |                               |                           |                    |                         |
| 145                                                                                               | 5  | "Related to Items You've Viewed" "Relacionado aos Itens Que Você Visualizou (BR)" "Relacionado Com Artigos Que Viu (PT)"     | Andrew Han               | David A. Goodman              | 21 de agosto de 2023      | 8ACV05             | S08E05                  |
| Bender desvenda os mistérios da vasta corporação Momazon.                                         |    | |                          |                               |                           |                    |                         |
| 146                                                                                               | 6  | "I Know What You Did Next Xmas" "Eu Sei o Que Vocês Fizeram no Próximo Natal (BR)" "Sei o Que Fizeste no Próximo Natal (PT)" | Crystal Chesney-Thompson | Ariel Ladensohn               | 28 de agosto de 2023      | 8ACV06             | S08E06                  |
| Bender e Zoidberg viajam no tempo para atacar o Robô Pai Natal.                                   |    | |                          |                               |                           |                    |                         |
| 147                                                                                               | 7  | "Rage Against the Vaccine" "A Revolta da Vacina (BR)" "Revolta Contra a Vacina (PT)"                                         | Edmund Fong              | Cody Ziglar                   | 4 de setembro de 2023     | 8ACV07             | S08E07                  |
| Uma pandemia assola a Terra no futuro.                                                            |    | |                          |                               |                           |                    |                         |
| 148                                                                                               | 8  | "Zapp Gets Canceled" "O Cancelamento de Zapp (BR)" "Zapp é Cancelado (PT)"                                                   | James Kim                | Shirin Najafi                 | 11 de setembro de 2023    | 8ACV08             | S08E08                  |
| Quando Zapp Brannigan é cancelado por comportamento grosseiro, Leela assumeo posto de capitã.     |    | |                          |                               |                           |                    |                         |
| 149                                                                                               | 9  | "The Prince and the Product" "O Príncipe e o Produto"                                                                        | Corey Barnes             | Ari John Kaplan & Eric Kaplan | 18 de setembro de 2023    | 8ACV09             | S08E09                  |
| Os membros da tripulação renascem como brinquedos.                                                |    | |                          |                               |                           |                    |                         |
| 150                                                                                               | 10 | "All the Way Down" "Até ao Final (BR)" "Sempre a Descer (PT)"                                                                | Ira Sherak               | David X. Cohen                | 25 de setembro de 2023    | 8ACV10             | S08E10                  |
| A tripulação investiga se o universo é uma simulação.                                             |    | |                          |                               |                           |                    |                         |

### 9.ª temporada (2024)
A nona temporada de Futurama consistiu em dez episódios. Estreou na Hulu nos Estados Unidos em 29 de julho de 2024.
| №                                                                                           | #  | Título | Dirigido por             | Escrito por                                      | Data de exibição original | Código de produção | Ordem de exibição na TV |
| ------------------------------------------------------------------------------------------- | -- | --- | ------------------------ | ------------------------------------------------ | ------------------------- | ------------------ | ----------------------- |
| 151                                                                                         | 1  | "The One Amigo" "O Único Amigo"                                                                                        | Andrew Han               | Eric Horsted                                     | 29 de julho de 2024       | 9ACV01             | S09E01                  |
| Bender regressa à sua aldeia ancestral no México para se redescobrir.                       |    | |                          |                                                  |                           |                    |                         |
| 152                                                                                         | 2  | "Quids Game" "Round 8 (BR)" "Jogo das Moedas (PT)"                                                                     | Crystal Chesney-Thompson | Cody Ziglar                                      | 5 de agosto de 2024       | 9ACV02             | S09E02                  |
| A tripulação recria todos os jogos infantis que Fry jogou na sua festa do 8.º aniversário.  |    | |                          |                                                  |                           |                    |                         |
| 153                                                                                         | 3  | "The Temp" "O Substituto (BR)" "O Temporário (PT)"                                                                     | Edmund Fong              | David A. Goodman                                 | 12 de agosto de 2024      | 9ACV03             | S09E03                  |
| Um misterioso trabalhador temporário assume o emprego de Fry... bem como toda a sua vida.   |    | |                          |                                                  |                           |                    |                         |
| 154                                                                                         | 4  | "Beauty and the Bug" "A Bela e o Búgalo (BR)" "A Bela e o Inseto (PT)"                                                 | Corey Barnes             | Patric M. Verrone                                | 19 de agosto de 2024      | 9ACV04             | S09E04                  |
| Bender torna-se um matador no desporto de "Luta de Insetos".                                |    | |                          |                                                  |                           |                    |                         |
| 155                                                                                         | 5  | "One Is Silicon and the Other Gold" "Um de Silicone e Outro de Ouro (BR)" "Um é Silício e o Outro é Ouro (PT)"         | Ira Sherak               | Maiya Williams                                   | 26 de agosto de 2024      | 9ACV05             | S09E05                  |
| Leela torna-se amiga de um chatbot ciumento.                                                |    | |                          |                                                  |                           |                    |                         |
| 156                                                                                         | 6  | "Attack of the Clothes" "O Ataque das Roupas (BR)" "Ataque das Roupas (PT)"                                            | Andrew Han               | Ariel Ladensohn                                  | 2 de setembro de 2024     | 9ACV06             | S09E06                  |
| As roupas de fast fashion do professor são um sucesso, mas um desastre ambiental.           |    | |                          |                                                  |                           |                    |                         |
| 157                                                                                         | 7  | "Planet Espresso" "Planet Expresso (BR)" "Planeta Expresso (PT)"                                                       | Crystal Chesney-Thompson | Bill Odenkirk                                    | 9 de setembro de 2024     | 9ACV07             | S09E07                  |
| Hermes herda uma quinta de café jamaicana que contém as ruínas de uma antiga nave espacial. |    | |                          |                                                  |                           |                    |                         |
| 158                                                                                         | 8  | "Cuteness Overlord" "Excesso de Fofura (BR)" "Sobrecarga de Fofura (PT)"                                               | Edmund Fong              | Kristin Gore                                     | 16 de setembro de 2024    | 9ACV08             | S09E08                  |
| Amy decide colecionar os brinquedos mais fofos do Universo.                                 |    | |                          |                                                  |                           |                    |                         |
| 159                                                                                         | 9  | "The Futurama Mystery Liberry" "A Biblioteca Misteriosa do Futurama (BR)" "A Biblioteca de Mistérios de Futurama (PT)" | Corey Barnes             | David X. Cohen, Jeanette Lim e Patric M. Verrone | 23 de setembro de 2024    | 9ACV09             | S09E09                  |
| "Futurama" é reinventada sob a forma de livros infantis de mistério clássicos.              |    | |                          |                                                  |                           |                    |                         |
| 160                                                                                         | 10 | "Otherwise" "De Outra Forma (BR)" "Caso Contrário (PT)"                                                                | Ira Sherak               | Nona di Spargement                               | 30 de setembro de 2024    | 9ACV10             | S09E10                  |
| Quando Fry pede Leela em casamento, é afetato por um ataque quase fatal de déjà vu.         |    | |                          |                                                  |                           |                    |                         |